# (1405) Sibelius
(1405) Sibelius – planetoida z pasa głównego asteroid okrążająca Słońce w ciągu 3 lat i 139 dni w średniej odległości 2,25 au. Została odkryta 12 września 1936 roku w Obserwatorium Iso-Heikkilä w Turku przez Yrjö Väisälä. Nazwa planetoidy pochodzi od Jeana Sibeliusa (1865-1957), fińskiego kompozytora. Przed nadaniem nazwy planetoida nosiła oznaczenie tymczasowe (1405) 1936 RE.